# Maranta subterranea
Maranta subterranea är en strimbladsväxtart som beskrevs av J.M.A.Braga. Maranta subterranea ingår i släktet Maranta och familjen strimbladsväxter. Inga underarter finns listade.